# Takashi Sambonsuge
Takashi Sambonsuge (født 5. juni 1978) er en tidligere japansk fodboldspiller.
Han har spillet for flere forskellige klubber i sin karriere, herunder Urawa Reds, Mito HollyHock og Ventforet Kofu.